# Candelabrochaete cirrata
Candelabrochaete cirrata är en svampart som beskrevs av Hjortstam & Ryvarden 1986. Candelabrochaete cirrata ingår i släktet Candelabrochaete och familjen Phanerochaetaceae.   Inga underarter finns listade i Catalogue of Life.